# Mechanism of Ageing and Development
Mechanism of Ageing and Development (ook Ageing research reviews) is een internationaal, aan collegiale toetsing onderworpen wetenschappelijk tijdschrift op het gebied van de celbiologie en de geriatrie. De naam wordt in literatuurverwijzingen meestal afgekort tot Mech. Ageing Dev. Het wordt uitgegeven door Elsevier.